# Teo Fabi
Teodorico Fabi, més conegut com a Teo Fabi (Milà, 9 de març de 1955) és un ex pilot italià de Fórmula 1 i de Fórmula Indy.

## Carreres
Fabi va participar en 71 grans premis de Fórmula 1, sent el primer realitzat en 23 de gener de 1982. Va aconseguir dos podis i va sumar un total de 23 punts en els campionats que va participar. Va tenir tres pole positions, però mai va liderar una volta. Va córrer també en el campionat de IndyCar de 1983; durant aquell any, es va fer el segon pilot a qualificar-se per a la pole position de les 500 Milles de Indianàpolis com a debutant. Va liderar les primeres 23 voltes fins que va haver de retirar-se de la carrera en la volta 44 a causa d'un problema a la vàlvula de combustible.
Va debutar en Fórmula 1 amb l'equip Toleman durant la temporada 1982, sense marcar cap punt.
És el germà gran de Corrado Fabi, també pilot de curses; Corrado va compartir, el 1984, el volant d'un Brabham amb ell: ja que Teo participava, al mateix temps, de carreres de la CART (Championship Auto Racing Teams), Corrado llavors, assumia el lloc del germà en aquelles carreres de Fórmula 1 que ell no podia estar present.
El 1985, va tornar a competir únicament en Fórmula 1, fitxant per l'equip Toleman i debutant a partir de la cursa de Mònaco. Els nombrosos problemes de fiabilitat, però, només li van permetre acabar dues curses i no sumà cap punt. Les dues següents temporades va continuar pilotant pel mateix equip, ara conegut com a Benetton, amb millors resultats, acabant quinzè al campionat de pilots el 1986 i novè el 1987.
Entre 1988 i 1990 va participar en el campionat CART americà amb l'equip oficial Porsche, essent una victòria a Mid-Ohio el 1989, el seu millor resultat.
Teo també va obtenir èxit en les curses de resistència, culminant amb la conquesta del campionat del món de resistència, el 1991, per l'equip Tom Walkinshaw Racing (TWR) pilotant un Jaguar. Va participar en sis ocasions a les 24 Hores de Le Mans, essent un tercer lloc a l'edició de 1991 amb un Jaguar XJR-12 i un segon lloc el 1993 amb un Peugeot 905 els seus millors resultats.